# Xavier Aiolfi
Xavier Aiolfi est un expert et auteur français né le 8 avril 1970 à Boulogne-Billancourt. Il réside actuellement en Bavière.

## Biographie
Xavier Aiolfi est issu de par son père d’une ancienne famille de Lombardie et par sa mère d’une famille d’entrepreneurs parisien. Son père, Gian Aiolfi,  était directeur général de la Caisse des Cadres du Bâtiment et Président de Commission au Conseil national du patronat français (CNPF). Il est décédé dans un accident d’avion en août 1994.
Après des études secondaires en internat à l’École Saint-Martin-de-France, Xavier Aiolfi intègre l'Unité de formation et de recherche de droit de l'université Paris Descartes (Paris-V, Malakov) où il obtient un diplôme d'études universitaires générales (DEUG).

## Vie professionnelle
En 1996, il fonde avec Louis-Sampion Bouglione la société « ARMUR » s’occupant de vente de souvenirs historiques et militaires. Ils font grand bruit lorsque s'est vendu à l’Hôtel Drouot grâce à leur courtage pour le prix de 1.520.000 francs l’exemplaire original de La France et son armée paru en 1938, dédicacé par Charles de Gaulle au maréchal Philippe Pétain. Ils organisèrent également, sous le patronage du Souvenir napoléonien de Monaco deux expositions ventes à l’Hôtel de Paris Monte-Carlo en 1996 et 1997.
C’est à cette époque que Xavier Aiolfi devient l’expert exclusif pour l’Europe du milliardaire canadien Ben Weider, fondateur de la Société napoléonienne internationale et auteur de plusieurs ouvrages sur l’empoisonnement de Napoléon Ier. Ben Weider a réuni une très importante collection de souvenirs personnels de l’empereur Napoléon Ier et de la famille impériale. Cet ensemble a été légué à la ville de Montréal.
En 1998, il rejoint le Cirque d'hiver Bouglione en qualité d’attaché de production sur les spectacles Bouglione : Salto, Piste, Trapèze et Le Cirque (qui célébrait l’anniversaire des 150 ans du Cirque d'Hiver). En dehors de l’administration de production, il s’occupe plus particulièrement de la gestion de la communication et des relations publiques.
Après avoir été à l’origine du spectacle événement de l’anniversaire des 150 ans du Cirque d'Hiver avec Michel Serrault, il quitte le Cirque d'Hiver et travaille comme directeur de la communication aux côtés de Muriel Hermine ou Didier Gustin.
En janvier 2004, il lance Lecture pour tous, le premier magazine mensuel d’actualité littéraire distribuée gratuitement dans le métro parisien. Le mensuel sera tiré à 100 000 exemplaires, distribué les jeudis et vendredis, à raison de 25 000 exemplaires par semaine.
Il rejoint en 2005 la société de vente aux enchères de Munich Hermann Historica où il occupe le poste de directeur de département. Il est à l’origine, en particulier, des ventes des Musées militaires, de Royan et d’Avranches dont il s’occupera de la mise en place.
En 2019, Xavier Aiolfi est choisi pour être commissaire de l’exposition itinérante « Ils débarquent ! » célébrant l’anniversaire du 75e anniversaire du Débarquement en Normandie dans une scénographie inédite sous 1 200 mètres carrés de chapiteau.

### Aiolfi G.b.r.

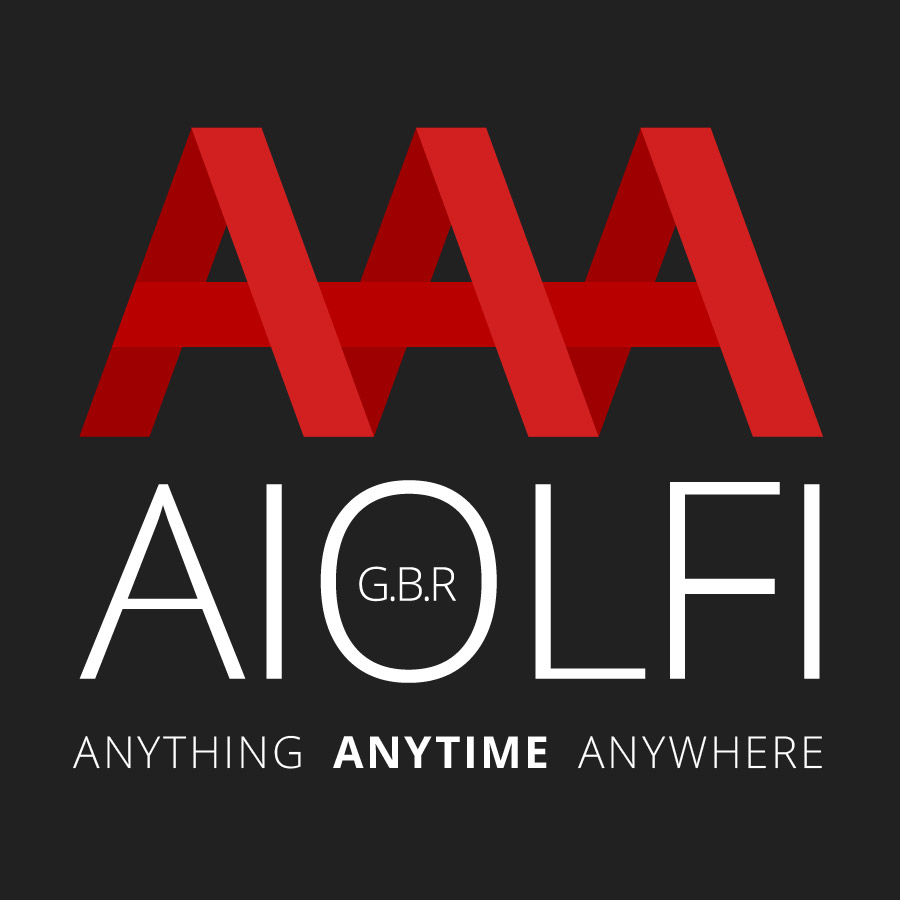
Logo de la société Aiolfi G.b.r, mot-image construit à partir de l’acronyme AAA du slogan AAA-O qui signifie « Anything, Anytime, Anywhere, Bar Nothing » soit « N’importe quoi, n’importe quand, n’importe où, sans exception », slogan que l’on retrouvait, durant la seconde guerre mondiale, imprimé sur le côté des casques des soldats du 39ième Régiment d’infanterie de l’armée Américaine, d’une idée provenant d’un discours du Colonel « Paddy » Flint.

Résident français en Allemagne depuis 2007, il quittera cette prestigieuse salle de vente pour créer en 2011 sa propre structure : « Aiolfi G.b.r ».
Depuis cette date, sa société a organisé des dizaines de ventes aux enchères d’objets militaires et de souvenirs historiques en France, en Belgique ou en Espagne et notamment celles de très prestigieuses collections telles que : « William Theffo,, », « Daniel Porret », « André Souyris-Rolland », « Kenneth Lewis » et « Billebault du Chaffaut ».
Sa société est fréquemment consultée dans le domaine spécifique des objets personnels et souvenirs historiques ayant appartenu à des personnalités du XXe siècle. Cette spécificité allant même jusqu’aux automobiles. Il est à l’origine de la mise en vente de celle de Mussolini,, ou d’Erich Honecker,.
« Aiolfi G.b.r » est, également, reconnue comme la société spécialisée dans la vente aux enchères de structures muséales. Ainsi, elle est à l’origine de la vente du Musée de Quinéville, du Musée « L’Espagne dans la Guerre » de Bilbao, du Musée de la Libération de Sainte-Marie-du-Mont, des réserves du Centre Historique des Parachutistes du Jour « J », ainsi qu'une partie de la collection d’objets et véhicules de la réserve du Musée Leloup de Falaise, le musée de la ligne KW à Chaumont-Gistoux en Belgique (collections Jean-Pierre Chantrain), le Musée de la seconde guerre mondiale de Tosny dans l'Eure (collection Jean Erisay).

## Auteur et historien

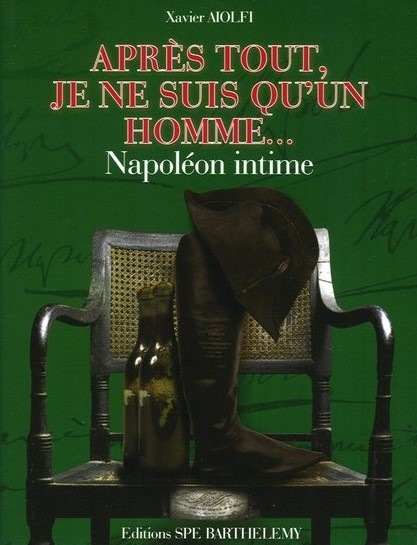
Mettre à jour le mode de vie de Napoléon au travers de ses objets familiers, c ’est aussi révéler tout un univers de maîtres artisans qui ont fait des chefs d ’œuvres dans les domaines les plus variés.

Passionné par l’histoire historique et militaire de la première moitié du XXe siècle, en général, et de la France de Vichy, en particulier, il participe à de nombreux ouvrages sur le sujet.
Il participe au livre Le Cinéma français sous l’occupation de René Chateau paru aux éditions René Château en 1995.
Il écrit son premier livre pour le marchand parisien Claude Giasone sous le titre Paris occupé 1940-1944, celui-ci sera publié chez Jacques Grancher en 1997.
En 1997, il réalise avec Louis-Sampion Bouglione le premier CD historique sur le roi de Naples Joachim Murat : Parlez-leur de leurs gloires. 
En 1999, il publie son premier livre La Garde personnelle du chef de l'État, 1940-1944 » aux éditions NEL.
En 2008 il publie Après tout je ne suis qu’un homme. Napoléon intime » aux éditions SPE Barthelemy.
En 2011, il publie avec Robby Wilson, Jordan Winter et Paul Sack Exotische Vol. 2: French Kepis of the Twentieth Century.
En 2017, il participe avec David Chanteranne, Jacques-Olivier Boudon et Pierre Branda à l’écriture des « Trésors de la Collection Bruno Ledoux, Napoléon intime ». 
En 2018, il publie: 
- L’enlèvement du Maréchal Pétain, la nuit allemande, aux éditions Jean Picollec & Memorabilia.
- Les dernières archives du Bunker, 23-26 avril 1945, par Paul Villatoux et Xavier Aiolfi.

Il participe à de nombreux ouvrages sur la deuxième guerre mondiale dont notamment l’ouvrage de François Bertin paru aux éditions Grand Maison : « Les années noires ».
En 2019, il publie « 75 objets du débarquement de Normandie » des collections Bertrand Paris aux éditions Memorabilia.

En 2021, il publie « J’étais Soldat de Napoléon. 200 ans, 200 objets », par Vincent Bourgeot et Xavier Aiolfi aux éditions L’esprit du Temps.

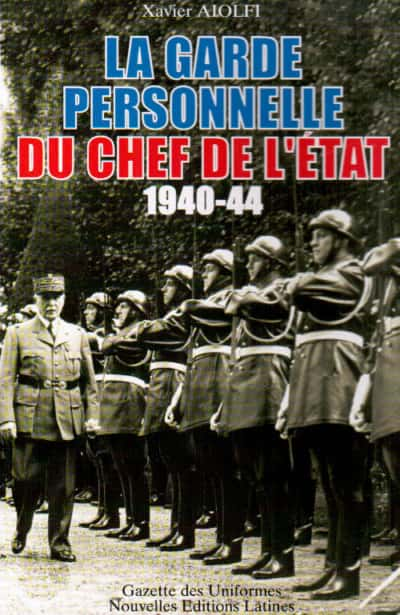
Récit et faits historiques des 550 hommes qui composaient la garde personnelle du maréchal Pétain durant la seconde période d'occupation Allemande entre 1940 et 1944.

En 2024, il publie « Mémoire d'objets, histoires de la Libération de Paris », aux éditions Ouest-France, avec comme co-auteur Jean-Baptiste Ordas.
Toujours en 2024, il publie « Mémoires d'objets, histoires de la Grande Guerre », aux éditions Ouest-France, avec comme co-auteur François Bertin.

## Télévision
Xavier Aiolfi participe à de nombreux documentaires historiques et émissions dont L'Encombrant Monsieur Pétain, La Montagne d’Hitler: Les Traces Cachées ou Les Derniers Secrets d’Hitler. En 2019 sont diffusés les reportages "Fuhrerbunker, les dernières archives", et "les secrets de l'Armistice". En décembre 2021, Xavier Aiolfi est l’un des incarnants de la série « Trésors de guerre » diffusée sur la chaîne RMC Découverte.

## Collectionneur
Doté d’un arrière-grand-père maternel collectionneur d’armes et d’armures de la Haute époque, il commence sa collection dès l’âge de dix ans. Héritant en cela de la passion de son oncle, Philippe Fayolle, amplifiée encore au contact de son parrain, Richard de Filippi, collectionneur très connu du marché parisien.
Il est également passionné depuis son plus jeune âge par le cinéma français des années 1930 à 1980.

## Titres et décorations
- Chevalier des Arts et des Lettres depuis avril 2002
- Membre d'honneur de la Société napoléonienne internationale